# كايل بيكر
كايل بيكر (بالإنجليزية: Kyle Baker)‏ هو رسام كارتون أمريكي، ولد في 1965 في كوينز في الولايات المتحدة.

## وصلات خارجية
- كايل بيكر على موقع IMDb (الإنجليزية)
- كايل بيكر على موقع قاعدة بيانات الفيلم (الإنجليزية)